# Рам (река)
Рам — река в Тверской области России.
Протекает по территории Кашинского района. Образуется слиянием рек Ониковки и Жалоновки восточнее села Козьмодемьяновского. Впадает в реку Корожечну в 48 км от её устья по правому берегу. Длина реки составляет 15 км, площадь водосборного бассейна — 121 км².

## Данные водного реестра
По данным государственного водного реестра России относится к Верхневолжскому бассейновому округу, водохозяйственный участок реки — Волга от Угличского гидроузла до начала Рыбинского водохранилища, речной подбассейн реки — бассейны притоков (Верхней) Волги до Рыбинского водохранилища. Речной бассейн реки — (Верхняя) Волга до Куйбышевского водохранилища (без бассейна Оки).
Код объекта в государственном водном реестре — 08010100912110000004475.